# Norrbottens kavallerikår
Norrbottens kavallerikår (K 9) var ett kavalleriförband inom svenska armén som planerades att sättas upp 1919. Förbandsledningen var planerad att förläggas i Bodens garnison i Boden.

## Historik
Norrbottens kavallerikår var ett planerat kavalleriregemente inom armén. Enligt 1914 års härordning skulle Norrbottens kavallerikår (K 9) sättas upp den 1 januari 1919, om 2 skvadroner och ingå i Bodens trupper. Dock kom kåren aldrig att bli uppsatt. En skvadron ur Norrlands dragonregemente (K 8) förflyttades till Boden som kader för Kavallerikåren. "Bodenskvadronen" överfördes till Livregementet till häst i samband med 1925 års försvarsbeslut och omlokaliserades till Stockholm. Dess chef var då ryttmästare Alfred "Pippi" Vogel, sedermera regementskvartermästare. Kårens kasern i Boden blev dock färdigbyggda.

## Förläggningar och övningsplatser
Kavallerikåren var planerad till att förläggas till ett nyuppfört kasernområde längs Sveavägen i Boden. Då kåren aldrig sattes upp, kom kasernområdet att övertas av Norrbottens artillerikår. Vilka under åren 1928–1940 delade kasernområdet med 3:e skvadronen ur Norrlands dragonregemente (K 4), vilka var förlagda till den västra kasernen. Den 19 juli 1940 övertogs den kasernen av Bodens signalkompani (S 1 B), vilka var förlagda där fram till den 31 oktober 1945.
Efter avvecklingen av Norrbottens artillerikår, och artilleridivisionen lämnat området, övertogs kasernområdet 1954 helt av Signalbataljonen i Boden (S 3). Från den 31 augusti 2005 är Artilleriregementet (A 9) förlagda på kasernområdet.

## Namn, beteckning och förläggningsort
| Kungl. Norrbottens kavallerikår | xxxx-xx-xx | – | xxxx-xx-xx |

| K 9 | xxxx-xx-xx | – | xxxx-xx-xx |

| Bodens garnison (F) | xxxx-xx-xx | – | xxxx-xx-xx |

## Galleri

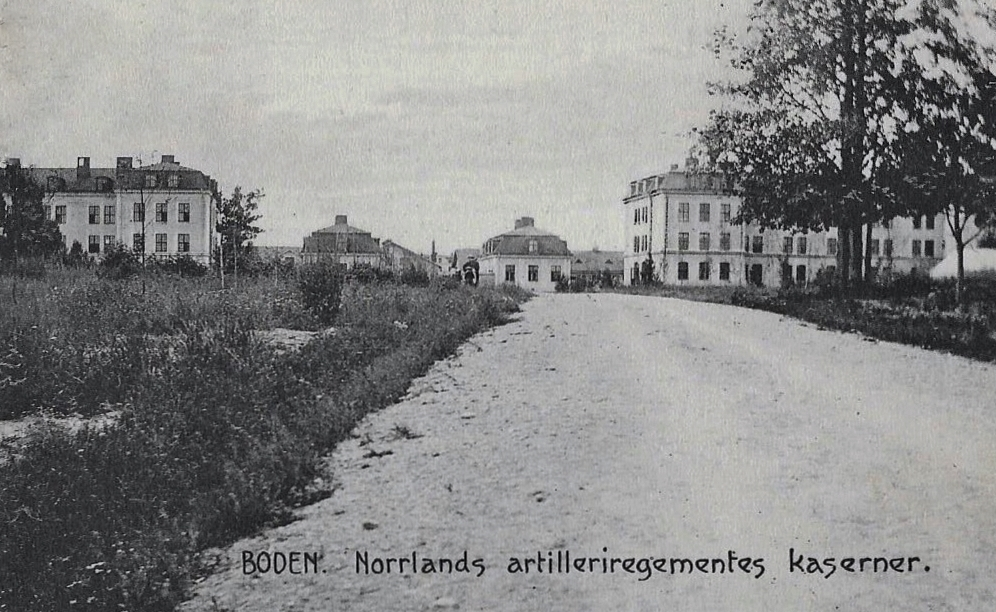
Kasernerna någon gång mellan 1910 och 1927 sett från Drottninggatan.
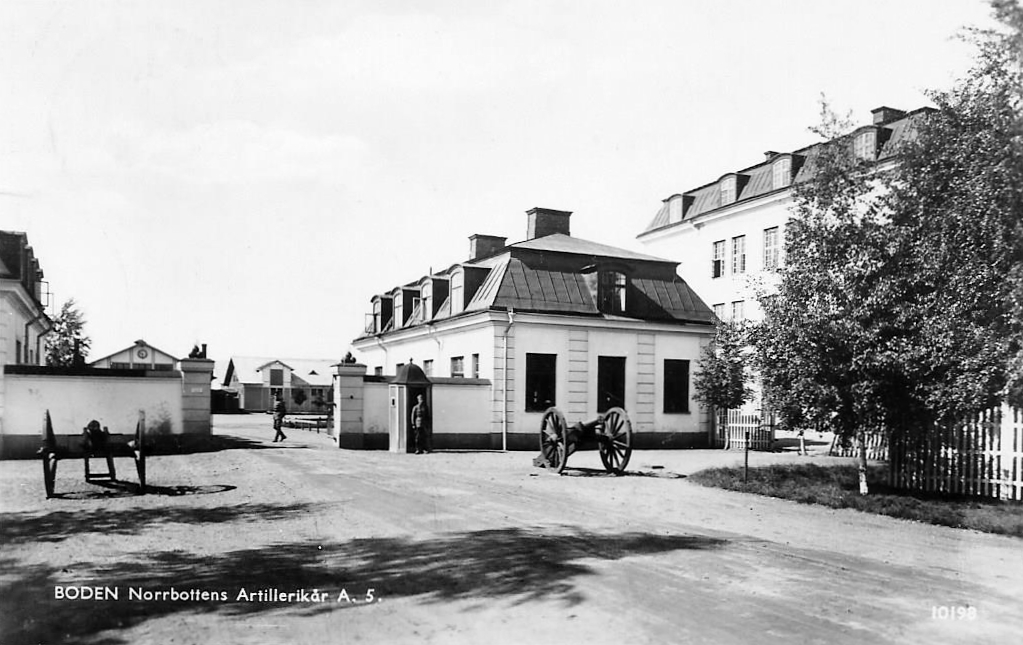
Kasernvakten 1928 vid Norrbottens artillerikår.
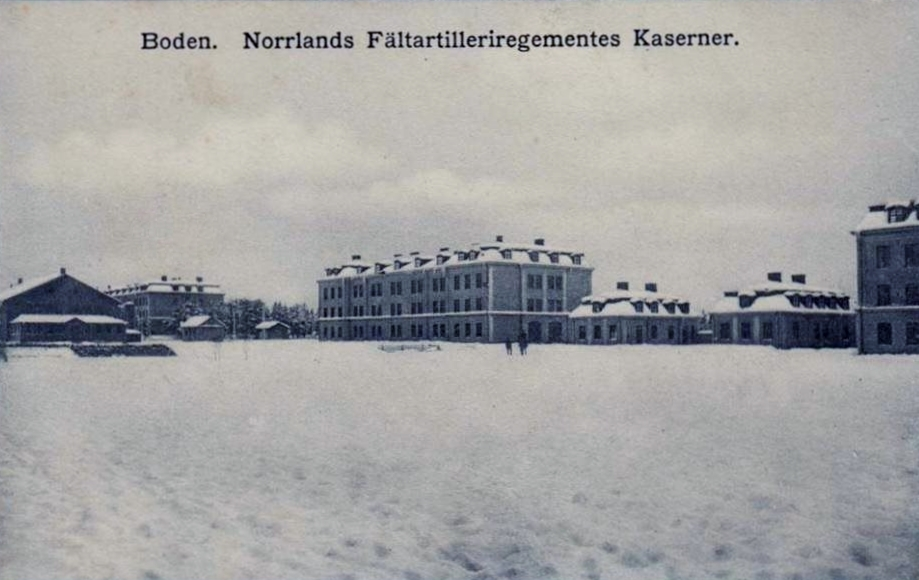
Kasernvakten sedd från kaserngården.
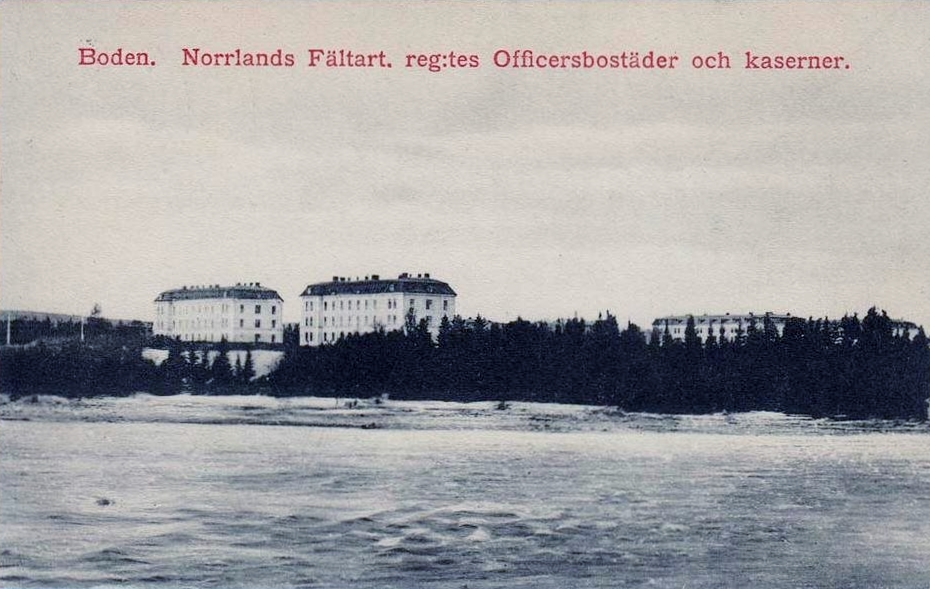
Officersbostäder sedd från Lule älv.